# Палинка

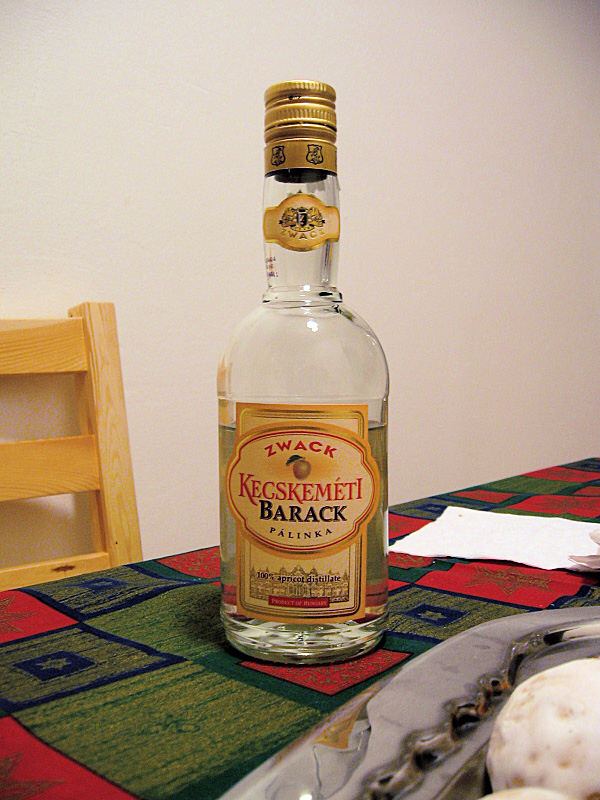
Kecskeméti barack palinka — абрикосовая палинка из Кечкемета

Па́линка (венг. pálinka, словац. palenka) — венгерский фруктовый бренди.
Этимологически pálinka восходит к славянизму paliti со значением «жечь» (ср. словацкое pálenka).
Напиток также распространён в других странах Карпатского бассейна (от Австрии до Румынии). Однако согласно венгерскому Закону о палинке от 2008 года, название «палинка» может носить только произведённый в Венгрии из 100 % фруктового материала продукт, имеющий крепость не менее 40 % (для продажи в магазине), для венгров от 42-43°.  
Евросоюз подтвердил эксклюзивные права венгерских производителей на эту торговую марку.
Напиток готовят методом перегонки из различных фруктов и ягод (подобно её южнославянскому аналогу, ракии) — винограда, груши, абрикоса, сливы, яблок.
Виноградная палинка производится в традиционных венгерских винных регионах (например, Токае).
Наиболее ценится абрикосовая палинка из города Кечкемет (Kecskeméti barack palinka). Большим почитателем этого напитка был король Англии Эдуард VIII.
Палинка часто используется для приготовления десертов и коктейлей.

## Разновидности палинки
- Kisüsti (в буквальном смысле: «маленький горшок, котёл») — палинка, изготовленная с помощью двойной перегонки в медном котле объёмом не более 1000 литров.
- Érlelt (Выдержанная) — палинка, выдержанная не менее трёх месяцев в деревянных бочках, объём которых не превышает 1000 литров, либо же в бочках с объёмом больше 1000 литров, но выдержанная не менее 6 месяцев.
- Ó (Старая) — палинка, выдержанная не менее 12 месяцев в деревянных бочках, объём которых не превышает 1000 литров, либо же в бочках с объёмом больше 1000 литров, но выдержанная не менее 24 месяцев.
- Ágyas (буквально: «на кровати /ложе», то есть на «ложе» из фруктов) — палинка со сроком выдержки не менее трёх месяцев, которую настаивают на «ложе» из тех фруктов, из которых данная палинка приготовлена. На 100 литров палинки должно быть добавлено не менее 10 килограммов спелых или 5 килограммов сухофруктов.
- Törkölypálinka (Жмыховая) — палинка из виноградных выжимок. Один из древнейших видов данного напитка (восходит, по крайней мере, к XV веку). Способствует пищеварению и, как правило, потребляется в небольших количествах после еды[3].